# Rüschegg-Eywald
Rüschegg-Eywald est une petite station de sports d'hiver située dans les Préalpes suisses, au niveau du hameau de Eywald, sur les hauteurs de la commune suisse de Rüschegg, dans le canton de Berne.

## Domaine skiable
La proximité avec la capitale Berne en fait une destination fréquentée, malgré la taille relativement faible du domaine skiable.
Le parking, d'une capacité de 600 places, est situé à près de 200 mètres du téléski principal. Il s'agit par ailleurs du plus long téléski des Préalpes Bernoises - 2 263 m - et du quatrième plus long de Suisse. Il dessert depuis 1968 le sommet du domaine, à proximité de l'auberge Lischboden. Peu avant le sommet, le tracé du téléski oblique vers la droite, au moyen d'une solution technique peu habituelle. La remontée dure plus de dix minutes. La piste principale - de niveau rouge - relie le bas du domaine en longeant en partie la remontée mécanique. Hormis en son sommet, elle a été tracée à travers la forêt. La seule piste noire du domaine est de fait très étroite et à réserver aux skieurs expérimentés, du fait que le terrain y a été guère aménagé, et comporte de fortes irrégularités sur le parcours. Une piste verte relie également le bas du domaine depuis le sommet, sur le côté droit du téléski. Elle débouche directement sur le parking.
Un deuxième téléski, plus court, rejoint également le sommet. Il dessert deux larges pistes plus ensoleillées, et tracées au-dessus de la limite de la forêt. Une piste bleue - de fait une route forestière - rejoint le pied du principal téléski. Sa faible déclivité impose de pousser régulièrement sur les bâtons. La piste noire débouche sur cette piste à mi-parcours.
Du fait de l'altitude relativement faible du domaine et de l'absence d'enneigeurs, la station ferme généralement vers la mi-mars.
Les forfaits saison sont également valables dans la petite station voisine de Selital.